# چمونگ
چمونگ (به لهستانی:  Czmoń) یک روستا در لهستان است که در گمینا کورنگک واقع شده‌است. چمونگ ۳۳۵ نفر جمعیت دارد و ۷۰ متر بالاتر از سطح دریا واقع شده‌است.